# 八木沼真由子
八木沼 真由子（やぎぬま まゆこ、1979年9月15日 - ）は、元グラビアアイドル。活動当時はエフエンタープライズに所属していた。
東京都出身。日出女子学園高等学校卒業。趣味はピアノ、人間観察。

## 出演

### テレビ番組
- BiKiNi（テレビ東京）
- ミュージックジャンプ（NHK BS2）[1]
- 芸能女学館 第2学期（フジテレビ）[2]
- グラビアの美少女（1999年、MONDO21）
- Gパラダイス 国産ひな娘（テレビ東京）[1]
- Gパラダイス ヒロスポ！（テレビ東京）[3]

## 作品

### 写真集
- Jelly（1998年2月、ぶんか社、ISBN 4-8211-2187-5）
- Private Summer（1999年10月、ワニブックス、ISBN 4-8470-2547-4）

### 写真集付き音楽CD
- Photographic Showcase: MAYUKO YAGINUMA 1 Eternal（2000年7月26日、コナミミュージックエンタテインメント）
- Photographic Showcase: MAYUKO YAGINUMA 2 MOMENTS（2000年8月23日、コナミミュージックエンタテインメント）